# Super Crazy
Francisco Islas Rueda (Tulancingo, 3 dicembre 1973) è un wrestler messicano, meglio noto con il ring name Super Crazy.
Ha combattuto nella World Wrestling Entertainment, nella quale ha militato dal 2005 al 2008, lottando per lo più nel roster di SmackDown!. Ha lottato in passato nella Extreme Championship Wrestling, conquistando anche l'ECW World Television Championship.

## Carriera

### World Wrestling Entertainment (2005–2008)

#### The Mexicools (2005–2006)
Crazy debutta in WWE il 18 giugno 2005, in coppia con Psicosis in una puntata di Velocity sconfigge Akio e Billy Kidman. Successivamente Crazy, Psicosis e Juventud formano una stable chiamata The Mexicools. Fanno il loro debutto come Heel nell'edizione di Smackdown! del 23 giugno, interferendo nel match tra Paul London e Chavo Guerrero per il Cruiserweight Championship, attaccandoli. Nella settimane successive hanno continuato ad interferire su altri match. Dopo un po' il gruppo fu ben favorito dal pubblico e quindi effettuarono un turn face; il 2 dicembre Crazy e Psicosis hanno partecipato ad un match a squadre, riescono a vincerlo e guadagnarsi una title shot per il WWE Tag Team Championship contro gli MNM ad Armageddon. Sfortunatamente per i Mexicools, gli MNM persero i titoli prima del loro incontro. Non molto tempo dopo, Super Crazy e Psicosis è diventano un tag team sempre con il nome di Mexicools, poiché Juventud è stato svincolato dalla WWE il 6 gennaio 2006. Crazy e Psicosis continuano a lottare come un tag team, ma Crazy ottiene una spinta come carriera da singolo alla fine si guadagnano una title shot di number one contender per il Cruiserweight Championship. Crazy viene poi sconfitto da Randy Orton, dopo un'RKO effettuata dal "legend killer". Nel giugno dello stesso anno i rapporti tra Crazy e Psicosis incominciarono ad incrinarsi quando Psicosis ripetutamente abbandonò Crazy da solo contro The Great Khali. Ciò provocò una breve faida tra Crazy e Psicosis, che fu vinta da Crazy, dopo quel match Psicosis fu licenziato dalla WWE.

#### Raw(2006–2008)
Il 4 settembre Crazy debutta a Raw, sconfiggendo Chris Masters con il suo Moonsault. Crazy continuò la sua faida con Masters sconfiggendolo ancora una volta. Successivamente, nella puntata di Raw del 18 settembre, è in competizione Masters, insieme a quattro altri lottatori (Johnny Nitro, Carlito, Jeff Hardy e Randy Orton) in un incontro sfida per il l'Intercontinental Championship che né Masters né Crazy sono stati in grado di vincere. Crazy è stato poi coinvolto in un Feud con Nitro e Melina, durante il quale si era alleato con Mickie James, che era un feud con Melina in quel periodo. Super Crazy ha subito un infortunio al ginocchio sinistro in un House Show che si è disputato il 21 aprile 2007 a Oberhausen, in Germania. Super Crazy è tornato in azione il 1º giugno in un match perdendo contro William Regal. Nell'edizione di Raw del 2 luglio, Super Crazy disputò un match contro Mr. Kennedy in un Beat the Clock Match. Prima del match Super Crazy sembrava avere accettato di lasciare vincere Kennedy, però sconfisse Kennedy con un roll-up, mentre Kennedy stava eseguendo la sua introduzione. Kennedy aggredì Super Crazy dopo quella notte. Kennedy poi ha sconfitto Super Crazy in un match due settimane dopo. Nel mese di ottobre, Super Crazy forma un tag team con Jim Duggan. Il Tag Team ha lottato soprattutto nelle puntate di Heat, fino a quando Super Crazy è stato inserito nel roster della ECW.

#### ECWe svincolamento (2008)
Durante il WWE Supplemental Draft Super Crazy passò alla ECW. Poco dopo Super Crazy è tornato a SmackDown!, perdendo contro il Brian Kendrick. Nell'edizione del 19 agosto della ECW, Super Crazy debutta sul brand ECW, in coppia con Evan Bourne e Tommy Dreamer in un six man Tag Team match perdendo contro John Morrison, Chavo Guerrero e The Miz. Il 17 ottobre, nella puntata di SmackDown, è stato sconfitto dalla guardia del corpo di Brian Kendrick, Ezekiel Jackson. La settimana successiva fu sconfitto da The Brian Kendrick, e quello si rivelò essere il suo ultimo match in WWE. Il 5 novembre 2008 la World Wrestling Entertainment ha annunciato sul suo sito web che Islas era stato svincolato dal suo contratto WWE.

## Personaggio

### Mosse finali
- Diving Moonsault
- Spinning Heel Kick
- Standing Moonsault
- Missile Dropkick
- Tilt-Whirl Backbreaker
- Over The Top Rope Senton

### Musiche d'ingresso
- Muy Loco di Jim Johnston (WWE; 2005–2006; usata come membro dei Mexicools)

## Titoli e riconoscimenti
- All Japan Pro Wrestling
  - AJPW Junior Tag League (2010) – con BUSHI
- California Lucha Libre
  - CaLL Championship (1)
- Catch Wrestling Association
  - CWA World Junior Heavyweight Championship (1)
- Caution Wrestling Federation
  - CWF Continental Title (1)
- Extreme Championship Wrestling
  - ECW World Television Championship (1)
  - ECW World Television Championship Tournament (2000)
- Global Les Catch
  - GLC Extreme Championship (1)
- International Wrestling Association
  - IWA Hardcore Championship (10)
  - IWA Intercontinental Heavyweight Championship (3)
  - IWA World Junior Heavyweight Championship (3)
  - UWA World Junior Heavyweight Championship (3)
- International Wrestling League
  - IWL International Tag Team Championship (1) – con Scorpio, Jr.
  - IWL International Championship (1, attuale)
- International Wrestling Revolution Group
  - Guerra de Empresas (Gennaio 2011) – con X-Fly
- NWA: Extreme Canadian Championship Wrestling
  - NWA Canadian Junior Heavyweight Championship (1)
- Pro Wrestling Illustrated
  - 37º tra i 500 migliori wrestler singoli secondo PWI 500 (1999)
- Pro Wrestling ZERO-ONE
  - ZERO-ONE/UPW/WORLD-1 International Junior Heavyweight Championship (1)
- Pro Wrestling NOAH
  - GHC Junior Heavyweight Tag Team Championship (1) – con Ricky Marvin
  - NTV G+ Cup Junior Heavyweight Tag League Technique Award (2014) – con Matt Striker
- Súper X Grand Prix Championship Wrestling
  - NWE Cruiserweight Championship (1)
- Universal Wrestling Association
  - UWA World Welterweight Championship (2)
- Universal Wrestling Entertainment
  - UWE Tag Team Championship (1) – con Ricky Marvin
- Xplosión Nacional de Lucha
  - XNL World Championship (1)
- Xtreme Latin American Wrestling
  - X–LAW Junior Heavyweight Championship (2)
- Xtrem Messican Wrestling
  - XMW Championship (1)
- World of Unpredictable Wrestling
  - WUW World Championship (1, attuale)